# Hữu Bằng, Thạch Thất
 Hữu Bằng là một xã thuộc huyện Thạch Thất, thành phố Hà Nội, Việt Nam.

## Địa lý - Hành chính
Xã Hữu Bằng nằm về phía Đông Nam huyện Thạch Thất, cách thị trấn Liên Quan khoảng 5 km, về phía Đông giáp xã Phùng Xá, phía Tây giáp xã Thạch Xá và Bình Phú, phía Bắc giáp xã Dị Nậu, phía Nam giáp xã Bình Phú.
Tổng diện tích đất tự nhiên của xã là khoảng 1,8 km²; trong đó đất ở có hơn 50 ha.

## Dân cư và di tích lịch sử
Xã Hữu Bằng hiện tại đang là xã có dân số đông nhất huyện Thạch Thất với dân số gần 40.000 người, mật độ 21.416 người/km² tương đương với mật độ dân số của quận Cầu Giấy (Theo khảo sát dân số thành phố Hà Nội tháng 6 năm 2021)
Đình Hữu Bằng, còn có tên nôm là đình Kẻ Nủa, thuộc xã Hữu Bằng, huyện Thạch Thất, cách trung tâm thành phố Hà Nội khoảng 23 km. 
Đình Hữu Bằng toạ lạc ở trên khu đất cao, của đình trông về hướng Tây, phía trước có hồ sen rộng, mùa thu hoa nở đưa nhuỵ hương thơm ngào ngạt vào trong đình. Nhìn tổng thể khu di tích kiến trúc kiểu chữ đinh, gồm Đại bái và Hậu cung.
Ngôi nhà Đại bái nằm ngang 3 gian 2 dĩ, khoảng cách các gian tương đối rộng. Gian giữa rộng 4,1m, các gian bên rộng 3,45m, chái rộng 3,25m, dĩ rộng 1,6m. Bộ vì đỡ mái làm theo kiểu chồng giường, giá chiêng có 6 hàng chân, khoảng cách từ cột cái đến cột quân là 2m, từ cột quân đến cột hiên là 1,7m. Đường kính cột cái là 50 cm, cột quân là 40 cm. Cung thờ là toà nhà dọc nối liền với Đại bái, chia làm bốn gian cách đều 2,3m. Theo văn khắc trên câu đầu thì đình Hữu Bằng được xây dựng vào thời Lê năm Chính Hoà 10 (1689) đến triều Nguyễn năm Minh Mệnh 8(1827) trùng tu lớn.
Đình Hữu Bằng bảo lưu nhiều hiện vật điêu khắc gỗ mang phong cách nghệ thuật tiêu biểu ở thế kỷ XVII và thế kỷ XIX. Đáng chú ý là những đầu dư chạm đầu rồng và 4 bức cốn nách ở 2 bộ vì gian giữa chạm người đánh trống, uống rượu, đánh đàn, đấu võ, miêu tả cảnh sinh hoạt hôi hè của người dân Hữu Bằng thuở xưa. Đình Hữu Bằng còn lưu giữ được 27 đạo sắc của các triều vua thời phong kiến cho các vị thành hoàng và 5 cỗ kiệu sơn son thiếp vàng phong cách điêu khắc nghệ thuật thế kỷ XIX, như bát bửu, xà mâu, cây đèn, quán tẩy… nghệ thuật thời Nguyễn.

## Giao thông
1. Xã nằm cách trung tâm của thủ đô Hà Nội khoảng 23 km, và được nối liền bởi trục đường giao thông quan trọng Láng - Hòa Lạc.

## Kinh tế
Hữu Bằng mang đặc điểm một làng nghề nổi tiếng có lịch sử truyền thống lâu đời, đất chật nhưng người thì đông. Trước đây xã là một làng nghề dệt truyền thống có tiếng. Tuy nhiên, thời gian gần đây nghề dệt dần bị thay thế cho nghề kinh doanh đồ gỗ và sofa.
Xã Hữu Bằng hiện nay có khoảng 8.750 hộ gia đình trong đó 5.850 hộ gia đình tham gia nghề gỗ, chiếm 75% tổng số hộ trong xã. Nghề gỗ là phần thu nhập chính của xã, hàng năm đóng góp khoảng 80% trong tổng thu nhập của toàn xã.
Cùng với sự phát triển và chọn lọc tự nhiên đã hình thành lên một chuỗi cung ứng nội bộ trong chính làng nghề. Từ các đơn vị cung ứng nguyên liên, vật liệu, máy móc thiết bị - đến công đoạn sản xuất và phân phối sản phẩm. Tại Hữu Bằng, nguyên liệu gỗ thường do các công ty cung ứng. Các hộ gia đình tham gia với vai trò chế biến, sản xuất và tiêu thụ sản phẩm. Tuy nhiên các hộ cũng chia thành nhóm và đảm nhận các công đoạn khác nhau trong chế biến. Nhà thì làm phần thô, nhà thì nhập sản phẩm thô về làm hoàn thiện. Sản phẩm làm xong một phần chuyển qua những cửa hàng bán tại làng nghề hoặc xuất trực tiếp đi các nơi khác tiêu thụ.
Rất nhiều người trẻ ở Hữu Bằng đã ngày càng nhanh nhạy trong kinh doanh. Không chỉ bán hàng tại xưởng hay đổ hàng cho các mối buôn tới làng nghề. Nhiều người Hữu Bằng còn tự chủ động tìm đầu ra, nhận các công trình hay mở các cửa hàng ở các thành phố khác để tiêu thụ sản phẩm. Rất nhiều các cửa hàng ở phố Đê La Thành hay Nguyễn Trãi (Hà Nội) có chủ là người Hữu Bằng.
Sản phẩm của Hữu Bằng tương đối đa dạng và phong phú bao gồm cả đồ nội thất gia đình và đồ nội thất văn phòng. Trong đó đồ nội thất gia đình chiếm đa số (70-80% lượng sản phẩm). Đồ nội thất văn phòng chiếm khoảng  20-30% lượng sản phẩm. Các sản phẩm thường có giá rẻ, hướng đến phân khúc bình dân. Thị trường của các sản phẩm của Hữu Bằng gần như 100% là thị trường nội địa, trong đó 80% lượng sản phẩm được tiêu thụ ở các tỉnh phía Bắc còn lại 20% được tiêu thụ tại thị trường Miền Nam.
Những năm gần đây ghi nhận một sự thay đổi lớn về nhận thức và định hướng nghề của Hữu Bằng. Trong khi những làng nghề mộc truyền thống khác như Đồng Kỵ - Bắc Ninh, La Xuyên - Nam Định...vẫn trung thành với sản phẩm đồ gỗ tự nhiên chạm trổ truyền thống. Thị trường ngày một co hẹp do xu hướng tiêu dùng ngày càng hiện đại. Thì làng nghề Hữu Bằng đã có sự chuyển đổi mạnh mẽ và thức thời hơn. Nắm bắt được xu hướng nhà chung cư mọc lên nhiều đi kèm với xu hướng nội thất đơn giản và hiện đại. Các sản phẩm làng nghề Hữu Bằng cũng chuyển đổi theo. Sử dụng nhiều nguyên liệu gỗ rừng trồng (thay vì gỗ tự nhiên) và gỗ công nghiệp. Giá thành cũng rẻ để hướng đến đại đa số khách hàng bình dân. Các sản phẩm cũng đa dạng như sofa (da, nỉ, gỗ), bàn ghế ăn, bàn ghế phòng khách thiết kế đơn giản, giường ngủ, tủ quần áo, kệ tivi, bàn trang điểm...

## Một số nhân vật nổi bật
- Tiến sĩ Nguyễn Ngung
- Tiến sĩ Nguyễn Văn Bân
- Thượng thư Nguyễn Văn Đào
- Nghệ sĩ Nhân dân Tào Mạt
- Nghệ sĩ ngâm thơ Hồ Điệp
- Tông sư Nguyễn Lộc, sáng tổ môn võ truyền thống Vovinam
- Nhà báo Phan Lạc Phúc
- Nhà văn Phan Lạc Tiếp
- Nhà văn Phan Quế
- Nhạc sĩ Phan Lạc Hoa
- Nguyên Thứ trưởng Bộ Y tế Nguyễn Văn Đàn
- Tuyển thủ bóng đá quốc gia Nguyễn Văn Quyết